# Перпероглу, Эрин
Эрин Бюшер Перпероглу (англ. Erin Buescher Perperoglou; род. 5 июня 1979 года в Сан-Франциско, Калифорния) — американская профессиональная баскетболистка, выступавшая в женской национальной баскетбольной ассоциации. Она была выбрана на драфте ВНБА 2001 года во втором раунде под двадцать третьим номером клубом «Миннесота Линкс». Играла на позиции лёгкого форварда.

## Ранние годы
Эрин родилась 5 июня 1979 года в городе Сан-Франциско (штат Калифорния) в семье Джима и Марджи Бюшер, у неё есть брат, Джеймс, и две сестры, Дженни и Эмили, училась же она чуть севернее в христианской школе Ринкон-Вэлли, которая находится в городе Санта-Роза, где выступала за местную баскетбольную команду.

## Личная жизнь
Замужем за греческим баскетболистом, играющим за «Хапоэль (Иерусалим)», Стратосом Перпероглу.